# Kuba elnökeinek listája
Ez a cikk Kuba államfőit sorolja fel 1902-től napjainkig.

## Alkotmányos háttér
1902 és 1976 között (az 1901-es és 1940-es alkotmány szerint) az államfő szerepét Kuba elnöke látta el.
1976 és 2019 között (az 1976-os alkotmány értelmében) az elnöki posztot megszüntették, és az Államtanács elnöke váltotta fel.
2019. február 24-én (a 2019-es alkotmány értelmében) visszaállították az elnöki pozíciót, 2019. október 11-i hatállyal. 
A jelenlegi elnök Miguel Díaz-Canel, 2018. április 19. óta.   

## Kuba elnökei

### Kubai Köztársaság (1902–1906)
A spanyol–amerikai háború után Spanyolország és az Egyesült Államok aláírta az 1898-as Párizsi Szerződést, amellyel Spanyolország 20 millió dollárért (2023-ban 730 millió dollárnak felel meg) átengedte Puerto Ricót, a Fülöp-szigeteket és Guamot az Egyesült Államoknak. Az Egyesült Államok Katonai Kormánya (USMG) joghatóságának megszűnésével Kuba 1902. május 20-án hivatalosan is függetlenné vált Kubai Köztársaság néven. Kuba új alkotmánya értelmében az Egyesült Államok fenntartotta a jogot, hogy beavatkozzon a kubai belügyekbe, valamint felügyelje pénzügyeit és külkapcsolatait. A Platt-módosítás értelmében az Egyesült Államok bérbe vette Kubától a guantánamói haditengerészeti bázist.
|                    | Elnök               | Elnök                           | Terminus           | Terminus             | párt               | választás          |
| kezdete            | Elnök               | Elnök                           | vége               |                      | párt               | választás          |
| Köztársasági elnök | Köztársasági elnök  | Köztársasági elnök              | Köztársasági elnök | Köztársasági elnök   | Köztársasági elnök | Köztársasági elnök |
| ------------------ | ------------------- | ------------------------------- | ------------------ | -------------------- | ------------------ | ------------------ |
| 1                  | Tomás Estrada Palma | Tomás Estrada Palma (1835–1908) | 1902. május 20.    | 1906. szeptember 28. | Republikánus       | 1901 1905          |

### Ideiglenes Kubai Kormány (1906-1909)
Az Ideiglenes Kubai Kormány 1906 szeptemberétől 1909 februárjáig állt fenn. Ezt az időszakot Kuba második megszállásának is nevezik. 
|                       | Elnök                 | Elnök                             | Terminus              | Terminus              | kinevezte             |
| kezdete               | Elnök                 | Elnök                             | vége                  |                       | kinevezte             |
| Ideiglenes kormányzók | Ideiglenes kormányzók | Ideiglenes kormányzók             | Ideiglenes kormányzók | Ideiglenes kormányzók | Ideiglenes kormányzók |
| --------------------- | --------------------- | --------------------------------- | --------------------- | --------------------- | --------------------- |
| –                     | William Howard Taft   | William Howard Taft (1857–1930)   | 1906. szeptember 29.  | 1906. október 13.     | Theodore Roosevelt    |
| –                     | Charles Edward Magoon | Charles Edward Magoon (1861–1920) | 1906. október 13.     | 1909. január 28.      | Theodore Roosevelt    |

### Kubai Köztársaság (1909–1959)
|                      | Elnök                               | Elnök                                                      | Terminus             | Terminus             | párt                     | választás |
| kezdete              | Elnök                               | Elnök                                                      | vége                 |                      | párt                     | választás |
| Köztársasági elnökök | Köztársasági elnökök                | Köztársasági elnökök                                       | Köztársasági elnökök | Köztársasági elnökök | Köztársasági elnökök     |           |
| -------------------- | ----------------------------------- | ---------------------------------------------------------- | -------------------- | -------------------- | ------------------------ | --------- |
| 2                    | José Miguel Gómez                   | José Miguel Gómez (1858–1921)                              | 1909. január 28.     | 1913. május 20.      | Kubai Liberális Párt     | 1908      |
| 3                    | Mario García Menocal                | Mario García Menocal (1866–1941)                           | 1913. május 20.      | 1921. május 20.      | Nemzeti Konzervatív Párt | 1912 1916 |
| 4                    | Alfredo Zayas y Alfonso             | Alfredo Zayas y Alfonso (1861–1934)                        | 1921. május 20.      | 1925. május 20.      | Kubai Liberális Párt     | 1920      |
| 5                    | Gerardo Machado                     | Gerardo Machado (1871–1939)                                | 1925. május 20.      | 1933. augusztus 12.  | Kubai Liberális Párt     | 1924 1928 |
| -                    | Alberto Herrera Franchi             | Alberto Herrera Franchi (1874–1954) ideiglenes             | 1933. augusztus 12.  | 1933. augusztus 13.  | katonaság                | -         |
| -                    | Carlos Manuel de Céspedes y Quesada | Carlos Manuel de Céspedes y Quesada (1871–1939) ideiglenes | 1933. augusztus 13.  | 1933. szeptember 5.  | Kubai Liberális Párt     | -         |
| -                    | Pentarchy of 1933                   | 1933-as Kubai Pentarchia                                   | 1933. szeptember 5.  | 1933. szeptember 10. | -                        | -         |
| 6                    | Ramón Grau                          | Ramón Grau (1881–1969)                                     | 1933. szeptember 10. | 1934. január 15.     | Kubai Hiteles Párt       |           |
| -                    | Carlos Hevia                        | Carlos Hevia (1900–1964) ideiglenes                        | 1934. január 15.     | 1934. január 18.     | Kubai Hiteles Párt       |           |
|                      |                                     |                                                            |                      |                      |                          |           |
|                      |                                     |                                                            |                      |                      |                          |           |
|                      |                                     |                                                            |                      |                      |                          |           |

### Kubai Köztársaság(1959-től napjainkig)
Bővebben: Kubai forradalom